# 余姚市
余姚市（よよう-し）は中華人民共和国浙江省に位置する省直轄の県級市であり、しばらく寧波市に代理管轄されている。

## 歴史
余姚では約7000年前の河姆渡遺跡が発掘されている。
秦代（一説に漢代）に会稽郡に余姚県が設置され、200年（建安5年）に県城が設置され浙東地区で最も古い城の一つとされる。621年（武徳4年）、唐朝により姚州に昇格するが、宋代に望県に改編された。元代の1295年（元貞元年）、再び余姚州として州制が施行されたが、1368年、再び県とされた。1985年7月26日、県級市と改編され現在に至る。

## 物産
特産品として、茶葉、楊梅、乾菜笋、仏像（木彫）、工芸草編みなどがある。野生動植物も豊富で、センザンコウ、カワウソ、タンチョウヅル、ソデグロヅル、ナベコウ、オシドリ、クロヅル、銀杏等。漢方薬の薬草材として絡石藤、貫衆、淡竹葉、茯苓、丹参、金銀花等40余種が採れる。金属鉱産資源としては銅、鉄、鉛、亜鉛等と、非金属鉱産資源では、蛍石、カオリナイト、粘土、石英、磷、泥炭等が採掘される。
余姚咸蛋、余姚皮蛋、余姚楊梅、余姚榨菜は地理標誌産品と認定されている。

## 行政区画
- 街道：梨洲街道、鳳山街道、蘭江街道、陽明街道、低塘街道、朗霞街道
- 鎮：臨山鎮、黄家埠鎮、小曹娥鎮、泗門鎮、馬渚鎮、牟山鎮、丈亭鎮、三七市鎮、河姆渡鎮、大隠鎮、陸埠鎮、梁弄鎮、大嵐鎮、四明山鎮
- 郷：鹿亭郷

## 出身者
- 虞翻
- 虞世南
- 王陽明
- 黄宗羲
- 朱舜水
- 邵晋涵
- 黄春生
- 邵友濂